# Boiruna sertaneja
Boiruna sertaneja är en ormart som beskrevs av Zaher 1996. Boiruna sertaneja ingår i släktet Boiruna och familjen snokar. Inga underarter finns listade.
Arten förekommer i Brasilien i delstaterna Bahia, Ceará, Maranhao, Minas Gerais, Paraíba, Pernambuco och Rio Grande do Norte. Honor lägger ägg.